# Občina Hajdina
Občina Hajdina (slovinsky Občina Hajdina, německy Gemeinde Haidin) je jednou z 212 občin ve Slovinsku. Nachází se v Podrávském regionu na území historického Dolního Štýrska. Občinu tvoří 7 sídel, její rozloha je 21,8 km² a k 1. lednu 2017 zde žilo 3 747 obyvatel. Správním střediskem občiny je vesnice Zgornja Hajdina.

## Členění občiny
Občina se dělí na sídla:
- Draženci
- Gerečja vas
- Hajdoše
- Skorba
- Slovenja vas
- Spodnja Hajdina
- Zgornja Hajdina